# Etiella
Etiella är ett släkte av fjärilar som beskrevs av Philipp Christoph Zeller 1839. Etiella ingår i familjen mott.

## Bildgalleri

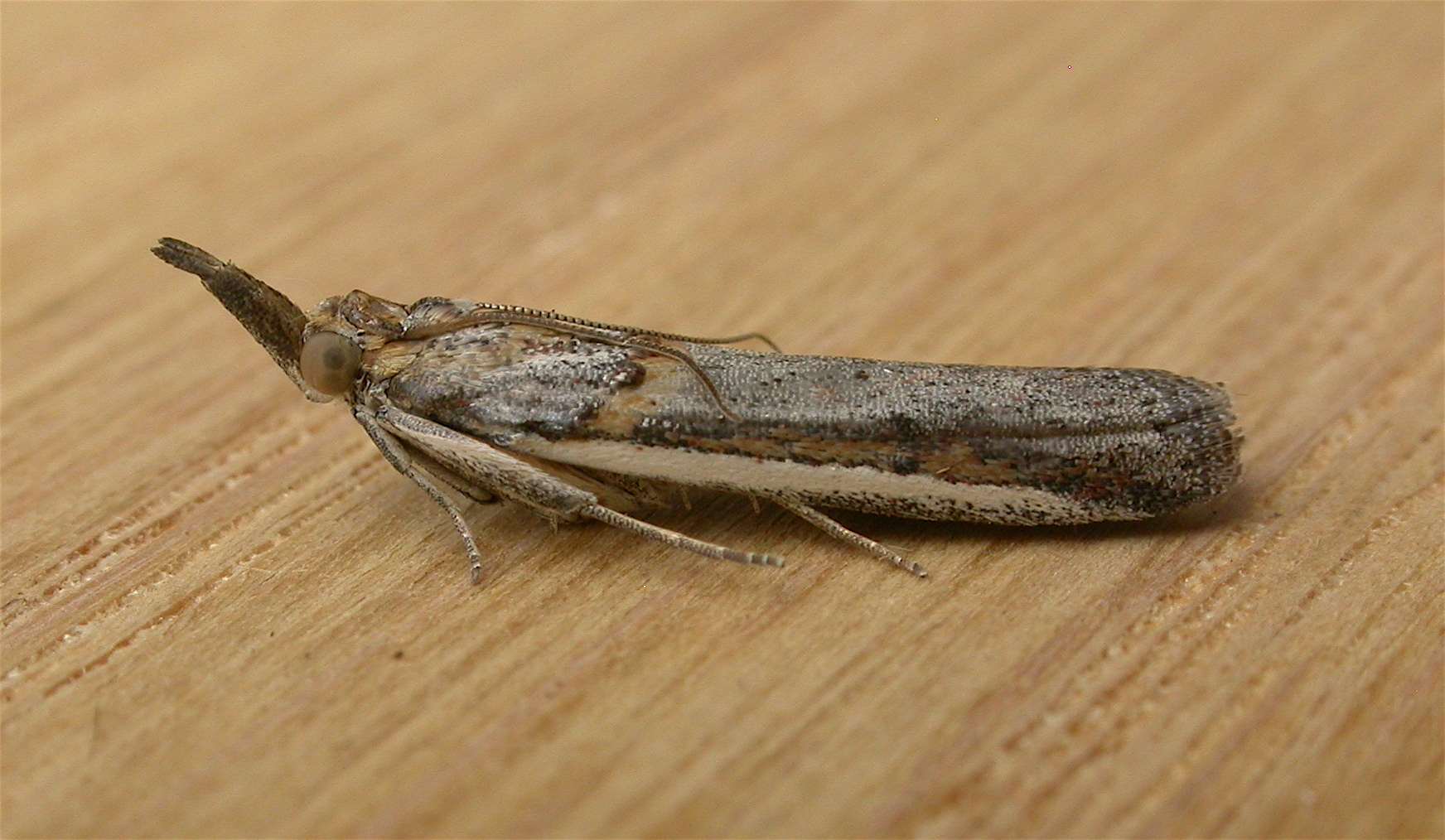
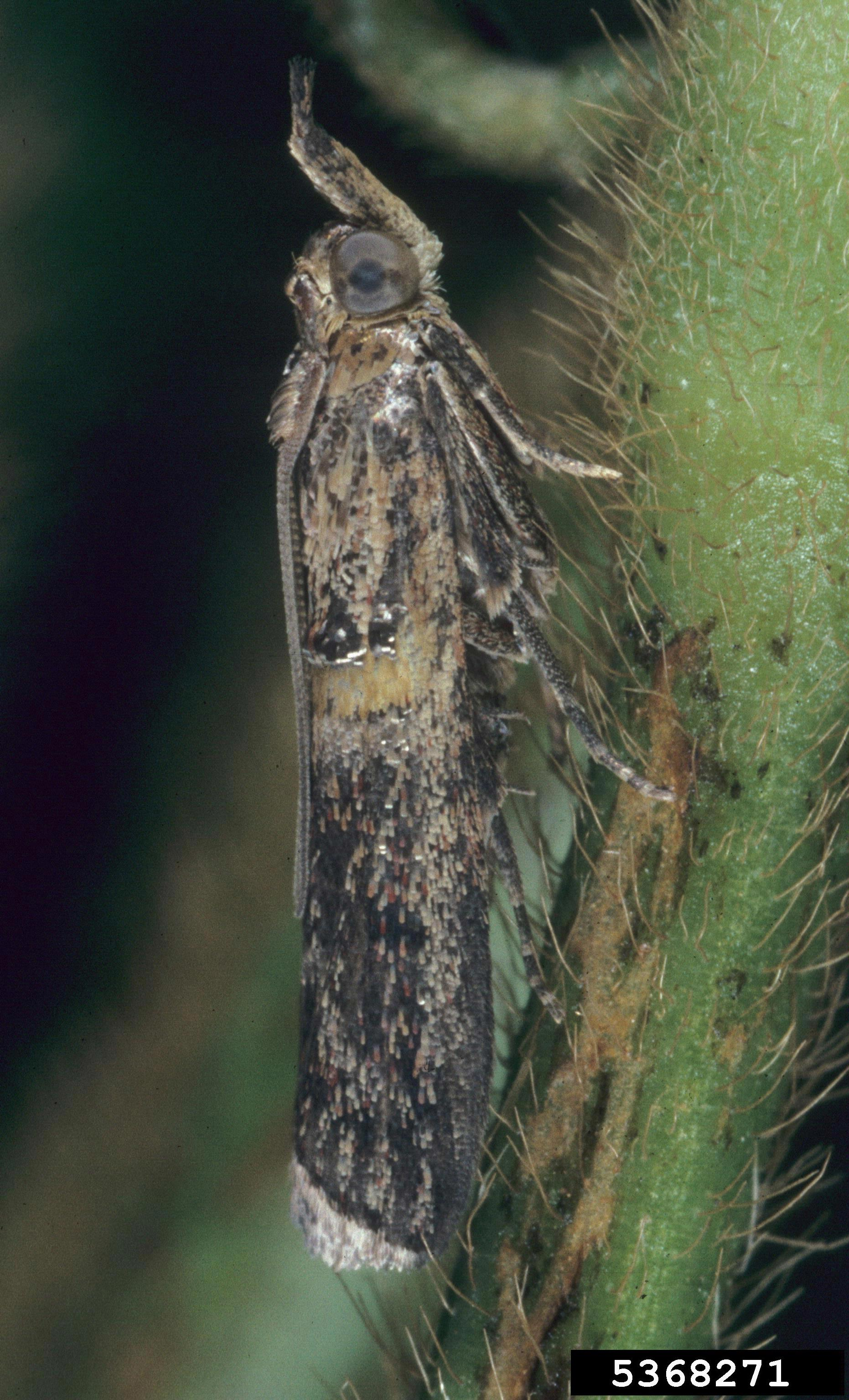
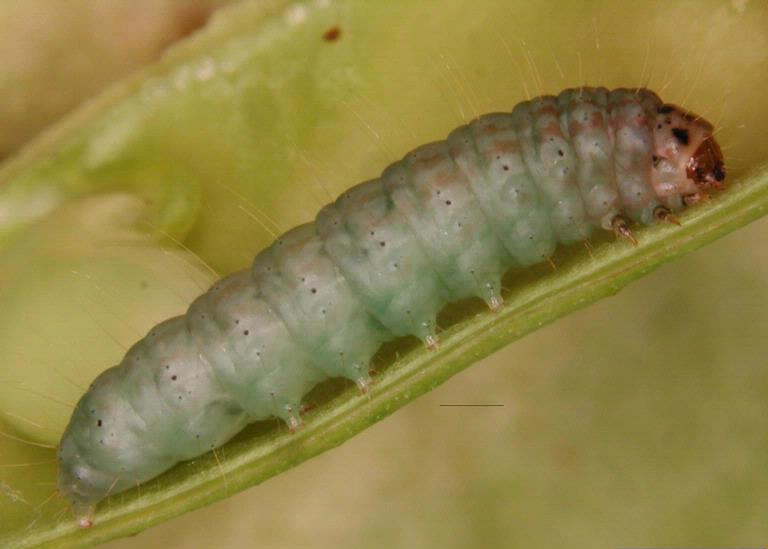
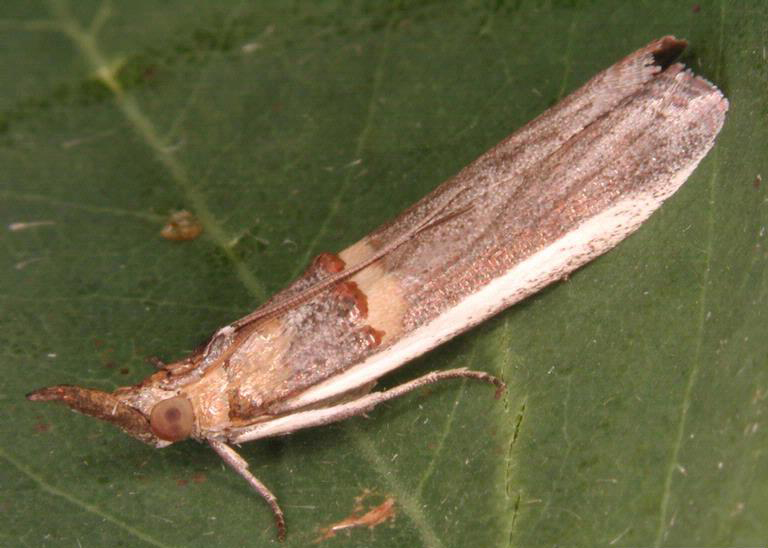
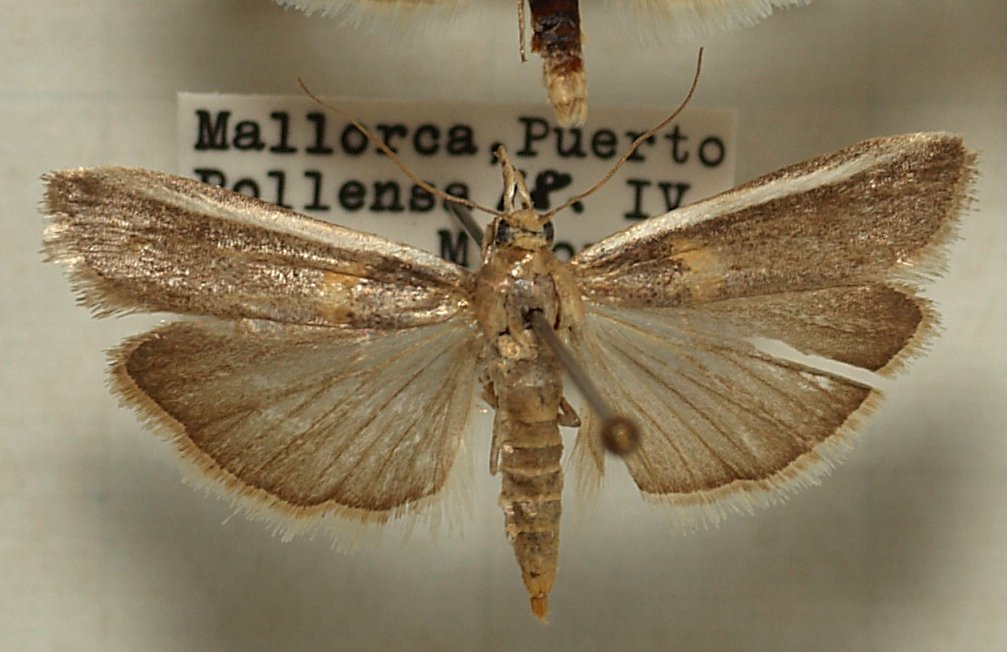

## Dottertaxa tillEtiella, i alfabetisk ordning[1][2]
- Etiella anticalis
- Etiella behrii
- Etiella chrysoporella
- Etiella colonnellus
- Etiella consociella
- Etiella decipiens
- Etiella drososcia
- Etiella dymnusalis
- Etiella etiella
- Etiella flavofasciella
- Etiella grisea
- Etiella hastiferella
- Etiella heraldella
- Etiella hobsoni
- Etiella indicatalis
- Etiella madagascariensis
- Etiella majorellus
- Etiella marginella
- Etiella melanella
- Etiella ochristrigella
- Etiella rubribasella
- Etiella sabulinus
- Etiella schisticolor
- Etiella scitivittalis
- Etiella sincerella
- Etiella spartiella
- Etiella subaurella
- Etiella walsinghamella
- Etiella villosella
- Etiella zinckenella